# ZIL-MMZ-555
Der ZIL-MMZ-555 (russisch ЗИЛ-ММЗ-555) ist ein Baukipper des sowjetischen und später russischen Herstellers Mytischtschinski Maschinostroitelny Sawod (kurz MMZ) in Mytischtschi. Er nutzt das Fahrgestell des ZIL-130 und war zwischen dem kleineren GAZ-93 und dem größeren MAZ-503 angesiedelt. Die Serienproduktion begann 1964 und endete erst 30 Jahre später Anfang 1995, weil das Sawod imeni Lichatschowa 1994 die Fertigung des ZIL-130 aufgab und damit keine Fahrgestelle mehr geliefert wurden. Einige Fahrzeuge dieses Typs kamen auch in die Deutsche Demokratische Republik.

## Fahrzeuggeschichte

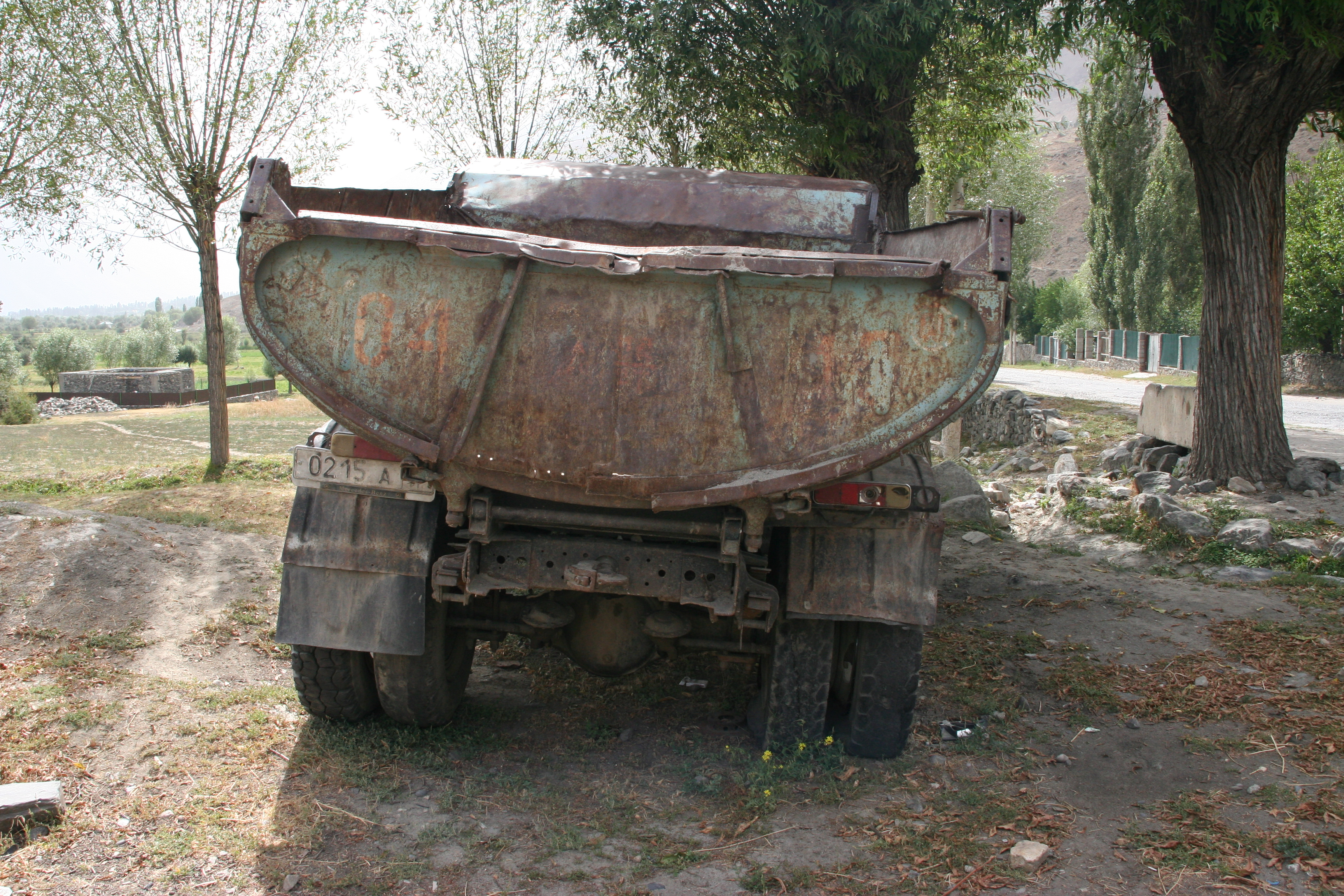
Heckansicht desselben Fahrzeugs. Gut zu erkennen ist die halbovale Kippmulde (2016)

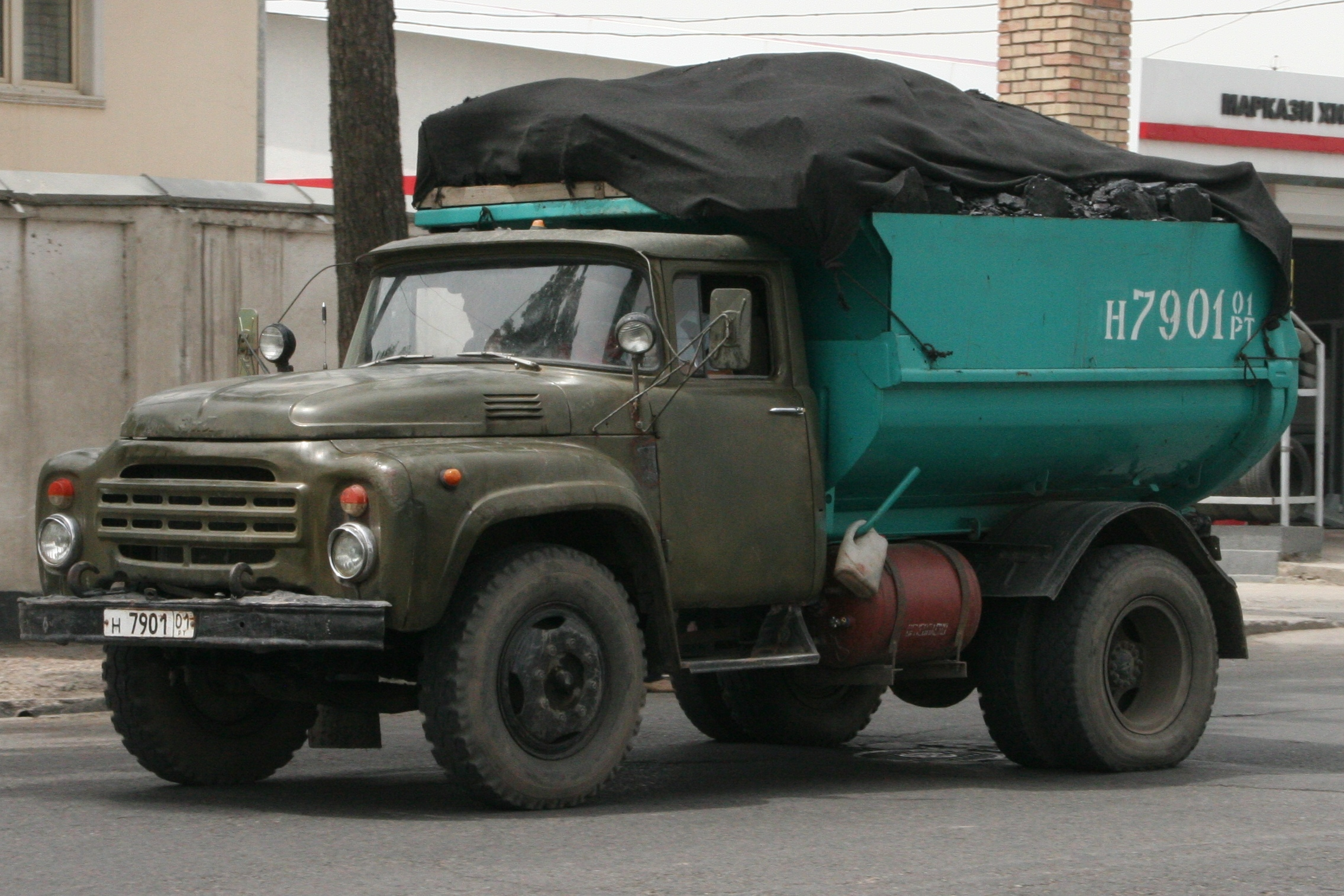
Ein überladener ZIL-MMZ-555 in Tadschikistan, umgerüstet auf Erdgasantrieb. Die angeschweißten Bleche zum Erhöhen der Mulde sind nicht original (2016)

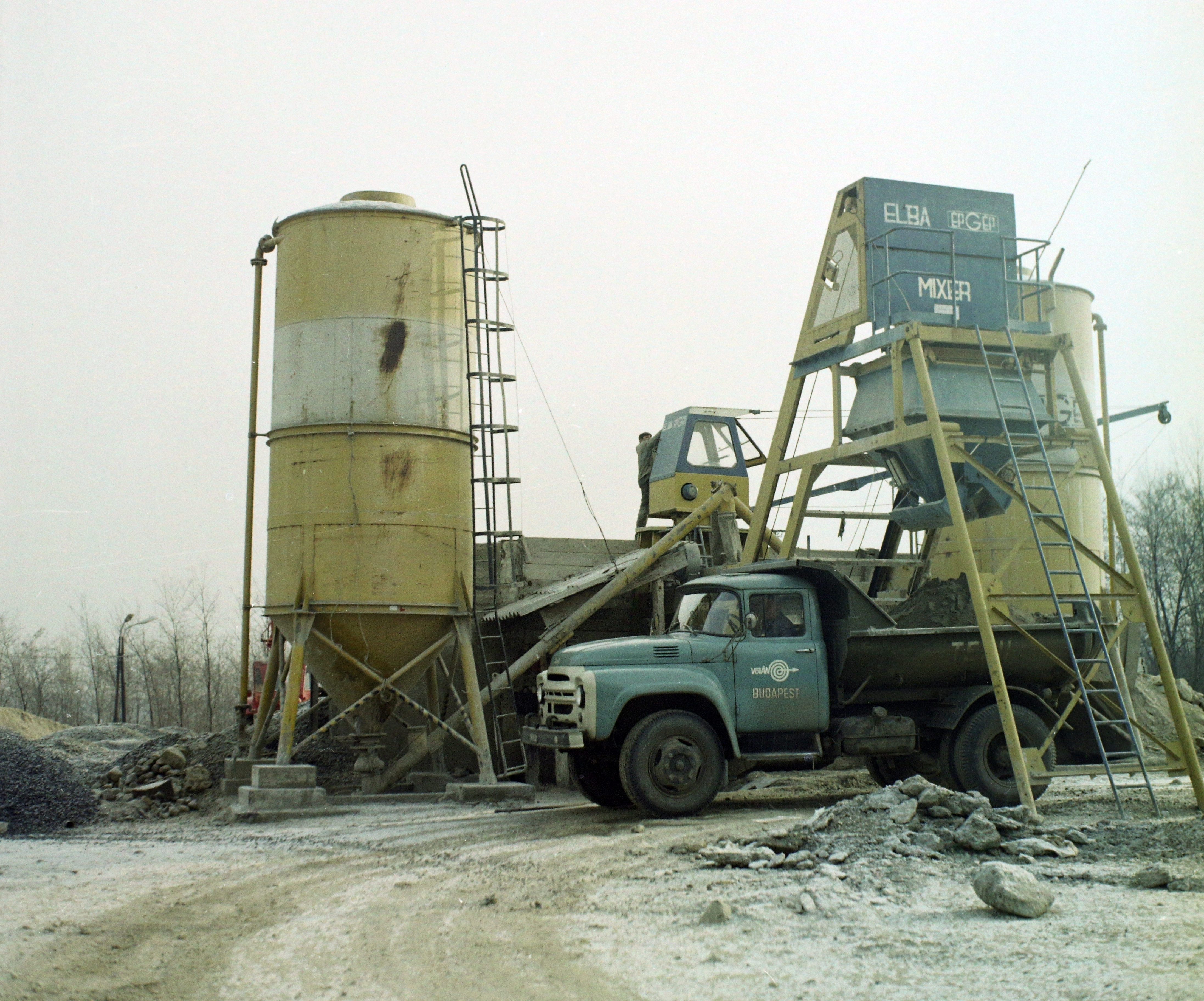
ZIL-MMZ-555 bei Bauarbeiten in Ungarn (1973)

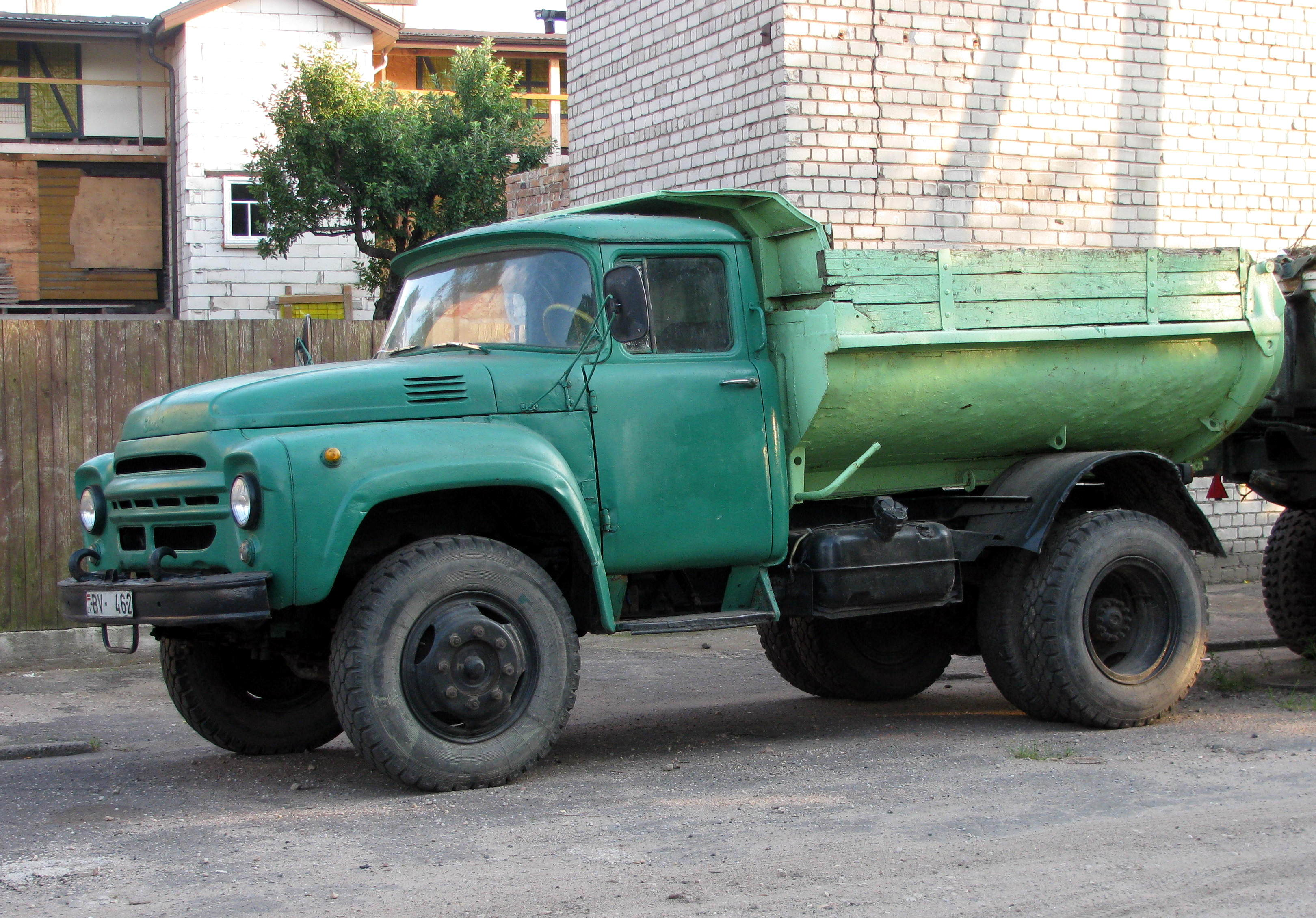
ZIL-MMZ-555 in Lettland (2010)

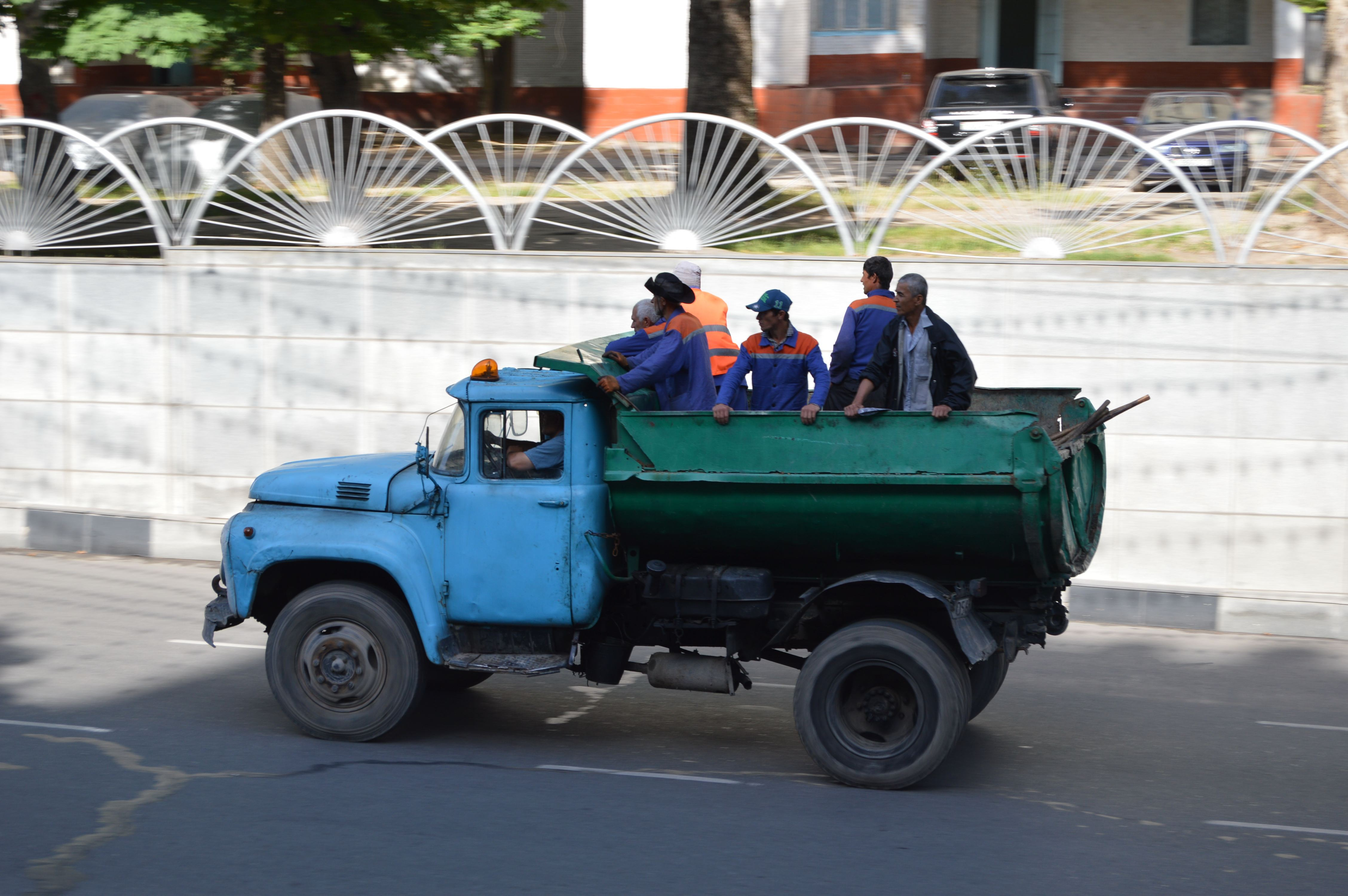
ZIL-MMZ-555 beim Transport von Arbeitern in Duschanbe, Tadschikistan (2016)

Das Mytischtschinski Maschinostroitelny Sawod (ins Deutsche übersetzt Mytischtschiner Maschinenbauwerk) begann 1947 mit der Fertigung von Kippern. Zunächst basierten die Fahrzeuge auf dem Fahrgestell des ZIS-5 und später, bezeichnet als ZIS-MMZ-585, auf dem ZIS-150 und anschließend auf dem ZIL-164. Das Sawod imeni Lichatschowa seinerseits stellte die Fertigung ab 1962 auf den neuen ZIL-130 um, sodass auch für die Kipper aus Mytischtschi ein neues Fahrgestell zur Verfügung stand. Die Serienfertigung des neuen Modells ZIL-MMZ-555 begann nach Konstruktion und Erprobung 1964.
Der Lastwagen wurde für eine Nutzlast von 4500 kg ausgelegt und nutzt das Fahrgestell ZIL-130D1. Von ihm stammen auch der komplette Antriebsstrang und die Fahrerkabine. Das Chassis hat gegenüber dem Standardlastwagen einen kürzeren Radstand, um die Lkw wendiger zu machen. MMZ ergänzte die komplette Hydraulikanlage und deren Steuerung sowie den Hilfsrahmen und die darauf befestigte Kippmulde. Letztere ist halb oval geformt, gleichzeitig das charakteristische Erkennungsmerkmal des Lastwagens. Alle späteren Typen hatten rechteckige Konstruktionen oder zumindest glatte Böden. Das Ladevolumen der Mulde ist mit drei Kubikmetern relativ gering, da der Lkw für schwere Schüttgüter wie Sand ausgelegt war. Später wurden auch andere Fahrzeuge mit größeren Aufbauten für leichte landwirtschaftliche Ladegüter hergestellt. Ab 1966 wurde das leicht überarbeitete Fahrgestell ZIL-130D1-66 verwendet. Die erste Generation der Lastwagen wurde so bis 1977 nahezu unverändert produziert.
Im April 1977 wurde die Produktion auf neue Fahrgestelle vom Typ ZIL-130D1-76 umgestellt. Durch diesen Schritt konnte die Nutzlast auf 5250 kg gesteigert werden. Sie wurden bis 1986 verwendet und anschließend durch den Typ ZIL-495810 ersetzt, an dem sich konstruktiv wenig änderte, der jedoch nach gültiger sowjetischer Normung umbenannt wurde. Dieser Unterbau wurde bis zum Produktionsende genutzt. ZIL stellte zum 30. Dezember 1994 die Produktion des ZIL-130 ein, bei MMZ wurden noch bis Anfang 1995 Fahrzeuge aus Restteilen montiert. Bereits seit 1975/76 wurde mit dem ZIL-MMZ-4502 ebenfalls für die Bauwirtschaft ein Modell mit rechteckiger Kippmulde und geringfügig höherer Nutzlast gebaut. In den späten 1980er-Jahren wurde zudem mit dem ZIL-MMZ-4505 ein neues Fahrzeug mit ähnlicher Ladefläche wie die des ZIL-MMZ-555 in die Serienproduktion übernommen.
Der ZIL-MMZ-555 wurde in verschiedene Staaten exportiert, darunter in die Volksrepublik Polen und in die DDR. Dort war er eine der wenigen zivil genutzten Versionen des ZIL-130 und diente unter anderem ab 1964 im Bergbau bei der SDAG Wismut.

## Modellvarianten
Vom ZIL-MMZ-555 gab es unterschiedliche Ausführungen, nicht alle wurden in Serie gefertigt.
- ZIL-MMZ-555 – Grundvariante, gebaut von 1964 bis Anfang 1995. Die verwendeten Fahrgestelle wechselten mehrfach.
- ZIL-MMZ-555A – Version für den Betrieb mit Kippanhängern. Entsprechend wurde ein zusätzlicher Hydraulikanschluss am Heck installiert und die Steuerelemente in der Kabine erweitert. Auch die Hydraulikpumpe wurde modifiziert. Gebaut von 1968 bis 1995.
- ZIL-MMZ-555A1 – Wie ZIL-MMZ-555A, jedoch für den Betrieb mit gewöhnlichen Anhängern. Die Zusatzhydraulik entfiel, nur ein Prototyp gebaut.
- ZIL-MMZ-555G – Modell mit Aufsatzbrettern und einer auf 4,25 m³ vergrößerten Ladekapazität. Wahrscheinlich nur um 1970 in Kleinserie gebaut, es wird von einigen hundert Exemplaren ausgegangen.
- ZIL-MMZ-555G1 – Wie ZIL-MMZ-555G, jedoch für den Betrieb mit gewöhnlichen Anhängern. Die Zusatzhydraulik entfiel, nur ein Prototyp gebaut.
- ZIL-MMZ-555GA – Wie ZIL-MMZ-555G, jedoch zusätzlich für den Anhängerbetrieb ausgerüstet. Ebenfalls nur in Kleinserie gefertigt.
- ZIL-MMZ-555K – Wie die Grundversion, jedoch mit dem Reihensechszylindermotor des ZIL-157 ausgestattet. Gebaut von 1974 bis 1995, über die Zeit erfolgten die gleichen Modifikationen wie an der Grundversion.
- ZIL-MMZ-555Sch – Prototyp mit vergrößerter Kippmulde mit 4,5 m³ Ladevolumen. Da sich der Fahrzeugrahmen als nicht steif genug erwies und nicht extra das Fahrgestell geändert werden sollte, wurde die Produktion nicht aufgenommen. Später wurde mit dem landwirtschaftlichen Kipper ZIL-MMZ-4502 ein fast identisches Fahrzeug in Serie gebaut.
- ZIL-MMZ-555P – Modellvariante für den Export in die Volksrepublik Polen. Dort sollte das Fahrzeug für industrielle Zwecke eingesetzt werden.
- ZIL-MMZ-555PL – Im Zuge der Entwicklungsarbeiten in den 1960er-Jahren wurde auch ein Fahrzeug mit Kippmulde aus Fiberglas gebaut. Die Tests verliefen erfolgreich, durch die Gewichtsersparnis konnte die Nutzlast um 200 kg gesteigert werden, die Materialstärke der Mulde betrug 10 bis 12 mm. Da man aber bei anderen sowjetischen Fahrzeugen schlechte Erfahrungen mit dem Werkstoff gemacht hatte und die Nutzlaststeigerung gering war, unterblieb die Serienproduktion.
- ZIL-MMZ-555T – Modell für den Export in Staaten mit tropischem Klima.
- ZIL-MMZ-555E – Russisch ЗИЛ-ММЗ-555Э, konzipiert für den Export in gemäßigte Klimazonen.
- ZIL-MMZ-555 Erdgasfahrzeug – Eine offizielle Bezeichnung wurde nie bekannt, eine Serienfertigung erfolgte auch nicht. Es gab jedoch Prototypen mit dem Fahrgestell des ZIL-138, einer für den Betrieb mit Erdgas gebauten Variante des ZIL-130. In der Praxis wurden solche Fahrzeuge später in Eigenregie „gefertigt“, in dem gewöhnliche ZIL-MMZ-555 auf Erdgasbetrieb umgerüstet wurden (siehe Foto rechts).

## Technische Daten
Für die Serienfahrzeuge vom Typ ZIL-MMZ-555 der ersten Generation ab 1964.
- Motor: Viertakt-V8-Ottomotor, wassergekühlt
- Motortyp: „ZIL-130“
- Leistung: 150 PS (110 kW) bei 3100 min−1
- Ventilsteuerung: hängende Ventile
- Gemischaufbereitung: Vergaser, Typ K-88
- Hubraum: 5966 cm³
- Bohrung: 100,0 mm
- Hub: 95,0 mm
- maximales Drehmoment: 402 Nm bei 1800–2000 min−1
- Zündfolge: 1–5–4–2–6–3–7–8
- Verdichtung: 6,5:1
- Treibstoff: Benzin, mindestens 76 Oktan
- Tankinhalt: 170 l
- Treibstoffverbrauch: 26 l/100 km
- Kupplung: Einscheiben-Trockenkupplung
- Getriebe: mechanisches Fünfganggetriebe mit Rückwärtsgang, teilsynchronisiert
- Höchstgeschwindigkeit: 80 km/h
- Bordspannung: 12 V
- Lichtmaschine: Typ G130, 28 A, 350 W
- Anlasser: Typ 6-ST-78
- Antriebsformel: 4×2

Abmessungen und Gewichte
- Länge: 5475 mm
- Breite: 2415 mm
- Höhe: 2510 mm
- Radstand: 3300 mm
- Spurweite vorne: 1800 mm
- Spurweite hinten: 1790 mm (Doppelbereifung)
- Ladevolumen: 3 m³
- Abmessungen Kippmulde (innen, L×B×H): 2595 × 2210 × 650 mm
- maximaler Kippwinkel: 55°
- Bodenfreiheit: 270 mm
- Wendekreis: 17,6 m
- Reifengröße: 260–20″
- Leergewicht: 4575 kg
- Zuladung: 4500 kg (Mulde) + 225 kg (im Fahrerhaus)
- zulässiges Gesamtgewicht: 9300 kg
- Achslast vorne: 2750 kg
- Achslast hinten: 6550 kg